# Watertoren (Oude Pekela)
De watertoren in Oude Pekela is ontworpen door architect H.F. Mertens en is gebouwd in 1938. De watertoren heeft een hoogte van 48 meter en één waterreservoir van 1000 m³.
Mertens ontwierp ook de watertorens in Bilthoven (1926), Soest (1926) en Stadskanaal (1935). Hij baseerde zich in zijn ontwerp op werk uit 1912 van Michel de Klerk.
De toren staat aan de noordzijde van de Winschoterweg. De toren is gebouwd omdat het pompstation in Onnen niet altijd de benodigde druk kon leveren. De watertoren is inmiddels een rijksmonument, sinds 2008 niet meer in gebruik bij het Waterbedrijf Groningen en in 2013 in de verkoop gezet. In 2014 werd de toren verkocht aan een vastgoedhandelaar, waarna in 2016 een particulier het gebouw als woning kocht.